# أودا شينامون نوبوناغا
أودا شينامون نوبوناغا (باليابانية: 織田シナモン信長، بالروماجي: Oda Shinamon Nobunaga) هي سلسلة مانغا يابانية من تأليف أونا ميغوروغاوا. نشرت من قبل تاكوما شونن في مجلة Monthly Comic Zenon، منذ يونيو 2014. أنتجت إلى مسلسل أنمي من قبل استوديو ساينبوست، عرض 10 يناير عام 2020 واستمر عرضه حتى 27 مارس عام 2020، وتكون 12 حلقة.

## القصة
تدور أحداث القصة عن نوبوناغا الذي يتعرض للخيانة من قبل مرؤوسه أكيتشي ميتسوهيدي ويموت وفي كلماته الأخيرة، قال سيكون مستمتعًا بأن يولد من جديد ككلب. تتحقق أمنيته عندما من جديد في اليابان الحديثة باعتباره شيبا إينو من أسرة أودا اسمه شينامون.

## الشخصيات
أودا نوبوناغا / شينامون (باليابانية: 織田シナモン信長، بالروماجي: Oda shinamon Nobunaga)
أداء صوتي: كينيو هوريوتشي
دايت ماساموني / بو (باليابانية: 伊達ブー政宗، بالروماجي: Date bū Masamune)
أداء صوتي: توشيو فوروكاوا
تاكيدا شينغين / لاكي (باليابانية: 武田ラッキー信玄، بالروماجي: Takeda rakkī Shingen)
أداء صوتي: تيشو غيندا
أوسوغي كينشين / جوليان (باليابانية: 上杉ジュリアン謙信، بالروماجي: Uesugi Jurian Kenshin)
أداء صوتي: توموكازو سوغيتا
إيماغاوا يوشيموتو / غيلبيرت (باليابانية: 今川ギルバート義元، بالروماجي: Imagawa girubāto Yoshimoto)
أداء صوتي: تاكاهيرو ساكوراي
كورودا كانبي / تشارلي (باليابانية: 黒田チャーリー官兵衛، بالروماجي: Kuroda chārī Kanbee)
أداء صوتي: كازوهيكو إينوي
سانادا يوكيمورا / ماروتارو (باليابانية: 真田マルタロウ幸村، بالروماجي: Sanada maru Tarō Yukimura)
أداء صوتي: كينيتشي سوزومورا
إيتشيكو أود (باليابانية: 尾田市子، بالروماجي: Oda Ichiko)
أداء صوتي: أكاني كومادا
هيديتو ميتسو (باليابانية: 三津秀人، بالروماجي: Mitsu Hideto)
أداء صوتي: هيروكي نانامي
ماتسوناغا هيساهيدي / سوط (باليابانية: 松永ホイップ久秀، بالروماجي: Matsunaga hoippu Hisahide)
أداء صوتي: ريوسي ناكاو
ماري أنطوانيت / ليلي (باليابانية: マリー・リリィ・アントワネット، بالروماجي: Marī riryi antowanetto)
أداء صوتي: مايا ساكاموتو
ليز (أكيتشي ميتسوهيدا) (باليابانية: リス〈明智光秀〉، بالروماجي: Risu 〈akechi mitsuhide〉)
أداء صوتي: ميو إيرينو
أوتا غيويتشي (باليابانية: 太田牛一، بالروماجي: Gyūichi Ota)
أداء صوتي: جون فوكوياما
توكيوشي هونغانجي / سيرا (باليابانية: 本願寺世良، بالروماجي: Honganji "Seira" Tokiyoshi)
أداء صوتي: جونيتشي سوابي
والد إيتشيكو (باليابانية: 市子のパパ، بالروماجي: Ichiko no papa)
أداء صوتي: يو ميزوشيما
والدة إيتشيكو (باليابانية: 市子のママ، بالروماجي: Ichiko no mama)
أداء صوتي: نوريكو هيداكا

## وصلات خارجية
- موقع الأنمي الرسمي باللغة اليابانية
- أودا شينامون نوبوناغا على موقع ANN manga (الإنجليزية)